# 簡単ケータイ
簡単ケータイ（かんたんけーたい）はKDDI、並びに沖縄セルラー電話の各au携帯電話が展開していたブランド名（商標）。NTTドコモの「らくらくホン」シリーズ同様、携帯初心者層およびシニア層をメインターゲットに開発されている。開発はA5517T（東芝）を除き京セラと韓国パンテックが手掛けている。本項では便宜上、現在KDDI、並びに沖縄セルラー電話の各au携帯電話が展開しているスマートフォン初心者、およびシニア層をメインターゲットとしたスマートフォンブランドのBASIO（ベイシオ）についても記述する。
おもな機能として「ワンタッチキー（ダイヤル）」や「防犯ブザー」、「はっきり通話」などのユーザーフレンドリーな機能が採用されているのが特徴的である。ちなみにNTTドコモの「らくらくホン」シリーズの一部機種およびソフトバンクの「かんたん携帯」シリーズと異なり、全機種がmicroSDカードなどの外部メモリーカードメディアに対応していなかったが、W62PTでようやく採用された。なお簡単ケータイシリーズはW32KおよびA1406PT、A1407PTを除き全て「EZナビウォーク」が標準でプリセットされている。

## 端末

### 携帯電話 簡単ケータイ → かんたんケータイシリーズ
- W32K（京セラ製。2005年6月発売。後述のW62PTが登場するまではシリーズ唯一のWIN(後のau 3G)対応端末でもあった）
- A101K（京セラ製。2005年10月発売。通話専用「簡単ケータイS」）
- A5517T（同シリーズとしては唯一となる東芝製。2005年10月発売）
- A1406PT（韓パンテック製。2006年9月発売）
- A5528K（京セラ製。2007年7月発売。シリーズ初のBREW3.1およびKCP対応端末。上記の「EZナビウォーク」に加え「災害時ナビ」にも対応。A5500番台の1X対応端末としての簡単ケータイの最終機種にあたる）
- A1407PT（韓パンテック製。A1406PTの発展型で骨伝導スピーカーを搭載する。ちなみにA1400番台の1X対応端末としては最後に開発された端末でもある。2007年11月発売）
- W62PT（韓パンテック製。W32K以来のWIN対応端末でありシリーズ初の外部メディアおよびau ICカード対応端末でもある。microSDカードを用いる。簡単ケータイシリーズ故にEZ「着うたフル」や「LISMOビデオクリップ」には対応していない。2008年8月発売）
- K003(KY003)（京セラ製。2009年8月発売。シリーズ初のmicroSDHCカード対応端末。microSDHCカードは最大16GBまで(KDDI公表)をサポートする）
- K004(KY004)（京セラ製。2010年2月発売。K003の発展型。デザインが異なる点を除き、機能および対応サービスはK003にほぼ準拠している）
- K005(KY005)（京セラ製。2010年6月発売。3.2MピクセルのAFカメラ機能および防水・防塵機能を搭載）
- PT001（韓パンテック製。2010年8月発売。通話専用「簡単ケータイS」。防水機能を搭載）
- K008(KY008)（京セラ製。2011年1月発売。K005の発展型。デザインが異なる点を除き、機能および対応サービスはK005にほぼ準拠している）
- K010(KY010)（京セラ製。2011年5月発売。5.1MピクセルのAFカメラ機能および防水・防塵機能を搭載）
- K012(KY012)（京セラ製。2012年5月下旬以降順次発売。5.1MピクセルのAFカメラ機能および防水・防塵機能を搭載。この機種よりL800MHz(旧800MHz)帯エリアに非対応となった）
- KYF32（京セラ製。2016年7月30日発売。この機種よりブランド名が「かんたんケータイ」へと改称となる。4G LTE・VoLTEに対応。ただし既存のLTE対応のauフィーチャーフォン(ガラホ)と異なり、Wi-FiやLINE、おサイフケータイ、ワンセグ等の各種サービスには非対応となる）
- KYF36（京セラ製。2017年8月発売。KYF32の後継機種であるが、同時発表されたMARVERA KYF35をベースに機能を簡素化。かんたんケータイとしては初となるWi-Fiに対応）
- KYF38（京セラ製。2018年7月発売予定。KYF36の後継機種であるが、引き続きWi-Fiに対応しているほか、かんたんケータイとしては初となるBluetoothに対応）
- KYF41(京セラ製。2021年3月5日発売。）
- KYF43(京セラ製。2021年11月19日発売。上記のKYF41からWi-FiとBluetoothを省略した廉価版。名称は「かんたんケータイ ライト」。かんたんケータイシリーズ事実上の最終機種）

### スマートフォン BASIO → BASIO activeシリーズ
- KYV32(BASIO)（京セラ製。2015年2月発売。4G LTE・VoLTE・キャリアアグリゲーション・WiMAX2+に対応し、防水・防塵・耐衝撃・ワンセグ機能を搭載した本格的なシニア向けスマートフォン）
- SHV36(BASIO2)（シャープ製。2016年8月5日発売。BASIOとしては2機種目となる。製造元は異なるものの、基本的な機能と各種サービスは一部を除き、従来のKYV32からほぼ踏襲している）
- KYV43(BASIO3)（京セラ製。2018年1月19日発売。初代(KYV32)の製造元である京セラが製造。本製品よりNFCに対応。）
- KYV47(BASIO4)（京セラ製。2020年2月7日発売。）
- SHG09（BASIO active）（シャープ製。2022年10月28日発売。BASIO2 SHV36以来となるシャープ製機種。BASIOシリーズ史上初となるAU 5Gに対応）
- SHG12（BASIO active2）（シャープ製。2024年4月5日発売。上記のBASIO activeの後継機種）